# Zhongshan Sportscenter Stadion
Het Zhongshan Sportscenter Stadion (Chinees: 中山体育中心体育场) is een multifunctioneel stadion in Zhongshan, een stad in de Chinese provincie Guangdong. Het wordt sportcenter genoemd omdat er naast het stadion ook een sporthal is waar binnensporten beoefend kunnen worden.
In het stadion is plaats voor 12.000 toeschouwers. Het stadion werd geopend in 1991. Het stadion wordt vooral gebruikt voor voetbalwedstrijden. Het wordt ook gebruikt voor atletiekwedstrijden en concerten. In 1991 werd dit stadion gebruikt op het Wereldkampioenschap voetbal voor vrouwen. Er werden drie groepswedstrijden gespeeld en een kwartfinale. 